# Kanton Saint-Maur-des-Fossés-2
Der Kanton Saint-Maur-des-Fossés-2 ist seit 2015 ein französischer französischer Wahlkreis für die Wahl des Départementrats in den Arrondissements Créteil und Nogent-sur-Marne, im Département Val-de-Marne und in der Region Île-de-France; sein Bureau centralisateur befindet sich in Saint-Maur-des-Fossés.

## Gemeinden
Der Kanton besteht aus vier Gemeinden und Gemeindeteilen mit insgesamt 69.678 Einwohnern (Stand: 1. Januar 2022) auf einer Gesamtfläche von 21,39 km²:
| Gemeinde                       | Einwohner 1. Januar 2022 | Fläche km² | Dichte Einw./km² | Code INSEE | Postleitzahl | Arrondissement   |
| ------------------------------ | ------------------------ | ---------- | ---------------- | ---------- | ------------ | ---------------- |
| Bonneuil-sur-Marne             | 18.340                   | 5,51       | 3.328            | 94011      | 94380        | Créteil          |
| Ormesson-sur-Marne             | 10.589                   | 3,41       | 3.105            | 94055      | 94490        | Créteil          |
| Saint-Maur-des-Fossés          | 13.156                   | 2,04       | 6.449            | 94068      | 94100, 94210 | Nogent-sur-Marne |
| Sucy-en-Brie                   | 27.593                   | 10,43      | 2.646            | 94071      | 94370        | Créteil          |
| Kanton Saint-Maur-des-Fossés-2 | 69.678                   | 21,39      | 3.258            | 9418       | –            | –                |

1. ↑   Nur der südliche Teil der Gemeinde, der Rest gehört zum Kanton Saint-Maur-des-Fossés-1.